# Айнабулацький сільський округ (Жанасемейський район)
Айнабула́цький сільський округ (каз. Айнабұлақ ауылдық округі, рос. Айнабулакский сельский округ) — адміністративна одиниця у складі Жанасемейського району Абайської області Казахстану. Адміністративний центр — село Айнабулак.
Населення — 233 особи (2021; 383 у 2009, 386 у 1999, 249 у 1989).
Станом на 1989 рік село Айнабулак перебувало у складі Саргалдацької сільради Абайського району. 1990 року до складу новоутвореного Абралинського району увійшла частина Саргалдацької сільради (село Айнабулак), яка утворила Айнабулацький сільський округ.

## Склад
До складу округу входять такі населені пункти:
| Населений пункт | Старі назви | Населення, осіб (1989) | Населення, осіб (1999) | Населення, осіб (2009) | Населення, осіб (2021) |
| --------------- | ----------- | ---------------------- | ---------------------- | ---------------------- | ---------------------- |
| Айнабулак, село | -           | 249                    | 230                    | 231                    | 171                    |
| Самай, село     | -           | -                      | 156                    | 152                    | 62                     |